# 托比亞斯·席爾克
托比亞斯·席爾克（德語：Tobias Schilk，1992年3月24日—）是德國的一位足球選手，在場上司職後衛。他效力于德甲球隊美因茨05足球俱樂部。他出生在慕尼黑。